# English National Ice Hockey League 2013/14
Die Saison 2013/14 war die Austragung der britischen National Ice Hockey League. Diese stellte nach der Elite Ice Hockey League und der English Premier Ice Hockey League neben der Scottish National League die 3. Liga des britischen Eishockeys dar. An ihr nahmen neben den englischen Mannschaften eine schottische und waliser Mannschaften teil.

## Modus und Teilnehmer
Die Mannschaften spielten in regionalen Zonen "North", die in eine Moralee Conference und eine darunter angesiedelte Laidler Conference eingeteilt war, und "South", die aus einer ersten und tieferklassigen zweiten Division bestand. Es wurde unter den Siegern der beiden Ligen kein Gesamtmeister ermittelt.

## North Conference

### Moralee Division
Die Trefford Metros starteten ab dieser Saison als Manchester Minotaurs.
| Platz | Mannschaft           | Spiele | S  | U | N  | Tore    | Punkte |
| ----- | -------------------- | ------ | -- | - | -- | ------- | ------ |
| 1     | Solway Sharks        | 28     | 22 | 2 | 4  | 146: 68 | 46     |
| 2     | Blackburn Hawks      | 28     | 18 | 2 | 8  | 138: 67 | 36     |
| 3     | Billingham Stars     | 28     | 16 | 1 | 11 | 104: 84 | 33     |
| 4     | Whitley Warriors     | 28     | 12 | 7 | 9  | 128:102 | 31     |
| 5     | Sutton Sting         | 28     | 15 | 1 | 12 | 133:100 | 31     |
| 6     | Sheffield Spartans   | 28     | 11 | 5 | 12 | 101:107 | 27     |
| 7     | Manchester Minotaurs | 28     | 6  | 3 | 19 | 119:147 | 15     |
| 8     | Telford Titans       | 28     | 2  | 1 | 25 | 65:259  | 5      |

Legende: S–Siege, U–Unentschieden, N–Niederlage
Halbfinale
|  | Solway Sharks | 6:3 | Whitley Warriors |  |

|  | Blackburn Hawks | 3:2 n. P. | Billingham Stars |  |

Finale
|  | Solway Sharks | 2:0 | Blackburn Hawks |  |

### Laidler Division
Neu in der Liga waren die Widnes Wild, die die ausgeschiedenen Fylde Coast Flyers ersetzten. Durch den Rückzug der Coventry Blaze aus der Division 1 erhöhte sich die Anzahl der Mannschaften.
Die zweitplatzierte Mannschaft nahm "aus verwaltungstechnischen Gründen" nicht an den Play-offs teil, dafür rückte die fünftplatzierte Mannschaft Widness Wild in die Gruppe der vier Play-off-Teilnehmer.
| Platz | Mannschaft         | Spiele | S  | U | N  | Tore    | Punkte |
| ----- | ------------------ | ------ | -- | - | -- | ------- | ------ |
| 1     | Solihull Barons    | 28     | 25 | 0 | 3  | 241: 54 | 50     |
| 2     | Deeside Dragons    | 28     | 18 | 2 | 8  | 155: 94 | 38     |
| 3     | Coventry Blaze II  | 28     | 16 | 2 | 10 | 142:102 | 34     |
| 4     | Nottingham Lions   | 28     | 15 | 2 | 11 | 92: 84  | 32     |
| 5     | Widnes Wild        | 28     | 11 | 1 | 16 | 104:154 | 23     |
| 6     | Hull Jets          | 28     | 10 | 2 | 16 | 98:158  | 22     |
| 7     | Sheffield Senators | 28     | 10 | 2 | 16 | 86:117  | 22     |
| 8     | Blackburn Eagles   | 28     | 1  | 1 | 26 | 45:200  | 3      |

Legende: S–Siege, U–Unentschieden, N–Niederlage
Halbfinale
|  | Solihull Barons | 5:3 | Widnes Wild |  |

|  | Coventry Blaze II | 1:2 n. V. | Nottingham Lions |  |

Finale
|  | Solihull Barons | 3:2 n. P. | Nottingham Lions |  |

## South Conference

### Division 1
Es starteten dieselben Mannschaften wie in der Vorsaison. Die Romford Raiders starteten als London Raiders. Unter den ersten Acht der Division I wurde in Play-offs ein Ligameister ermittelt. Der Letztplatzierte stieg in die Division II ab. Die Oxford City Stars als Meister der Division II stiegen in die Division I auf.
| Platz | Mannschaft              | Spiele | S  | U | N  | Tore    | Punkte |
| ----- | ----------------------- | ------ | -- | - | -- | ------- | ------ |
| 1     | Chelmsford Chieftains   | 32     | 26 | 3 | 3  | 185: 60 | 55     |
| 2     | Wightlink Raiders       | 32     | 22 | 3 | 7  | 138: 67 | 47     |
| 3     | Invicta Dynamos         | 32     | 21 | 4 | 7  | 198:114 | 46     |
| 4     | London Raiders          | 32     | 17 | 3 | 12 | 142:128 | 37     |
| 5     | Streatham Redskins      | 32     | 15 | 7 | 10 | 135:131 | 37     |
| 6     | Cardiff Devils II       | 32     | 12 | 3 | 17 | 111:158 | 27     |
| 7     | Bracknell Hornets       | 32     | 8  | 1 | 23 | 120:167 | 17     |
| 8     | Solent & Gosport Devils | 32     | 6  | 3 | 23 | 87:146  | 15     |
| 9     | Milton Keynes Thunder   | 32     | 3  | 1 | 28 | 78:233  | 7      |

Legende: S–Siege, U–Unentschieden, N–Niederlage
Play-offs

### Division 2
| Platz | Mannschaft             | Spiele | S  | U | N  | Tore    | Punkte |
| ----- | ---------------------- | ------ | -- | - | -- | ------- | ------ |
| 1     | Oxford City Stars      | 22     | 16 | 1 | 5  | 145: 60 | 33     |
| 2     | Slough Jets II         | 22     | 16 | 0 | 6  | 110: 75 | 32     |
| 3     | Bristol Pitbulls       | 22     | 14 | 2 | 6  | 111: 76 | 30     |
| 4     | Swindon Wildcats II    | 22     | 14 | 1 | 7  | 108: 77 | 29     |
| 5     | Haringey Racers        | 22     | 14 | 0 | 8  | 105: 65 | 28     |
| 6     | Chelmsford Warriors II | 22     | 10 | 3 | 9  | 79: 75  | 23     |
| 7     | Cardiff Satans         | 22     | 10 | 3 | 9  | 80: 85  | 23     |
| 8     | Ile de Wight Tigers    | 22     | 7  | 3 | 12 | 79: 99  | 17     |
| 9     | Lee Valley Lions       | 22     | 6  | 3 | 13 | 73:110  | 15     |
| 10    | Basingstoke Buffalo    | 22     | 5  | 4 | 13 | 72:119  | 14     |
| 11    | Peterborough Islanders | 22     | 6  | 0 | 16 | 77:129  | 12     |
| 12    | Invicta Mustangs       | 22     | 3  | 2 | 17 | 64:133  | 8      |

Legende: S–Siege, U–Unentschieden, N–Niederlage